# 27-ма окрема мотострілецька бригада (РФ)
27-ма окрема гвардійська мотострілецька Севастопольська Червонопрапорна бригада (27 ОМСБр, в/ч 61899) — з'єднання мотострілецьких військ Сухопутних військ Збройних сил Російської Федерації. Пункт постійної дислокації — селище Мосрентген, Новомосковський адміністративний округ, Москва. Перебуває в складі 1-ї гвардійської танкової армії, Західний військовий округ. 
У 2022 році брала участь у російському вторгненні в Україну. 

## Історія
Після розпаду СРСР у 1992 році 27-ма окрема гвардійська мотострілецька бригада Радянської армії перейшла до складу Збройних сил Російської Федерації.
У листопаді 1993 року бригада була передана в підпорядкування Повітрянодесантних військ. У цей час бригада двічі вирушала у Чечню для військових дій у ході Першої російсько-чеченської війни: з 9 грудня 1994 року до 25 січня 1995 року й з 30 травня 1995 року по 30 травня 1996 року.
У грудні 1996 року бригада повернута назад у підпорядкування Сухопутних військ.

### Російське вторгнення в Україну (2022)
Під час вересневого контрнаступу 2022 року 92-га бригада ЗСУ захопила танк Т-90А, що за припущенням належав 27-й мотострілецькій бригаді. Танк у 2023 році було передано до США.

## Структура

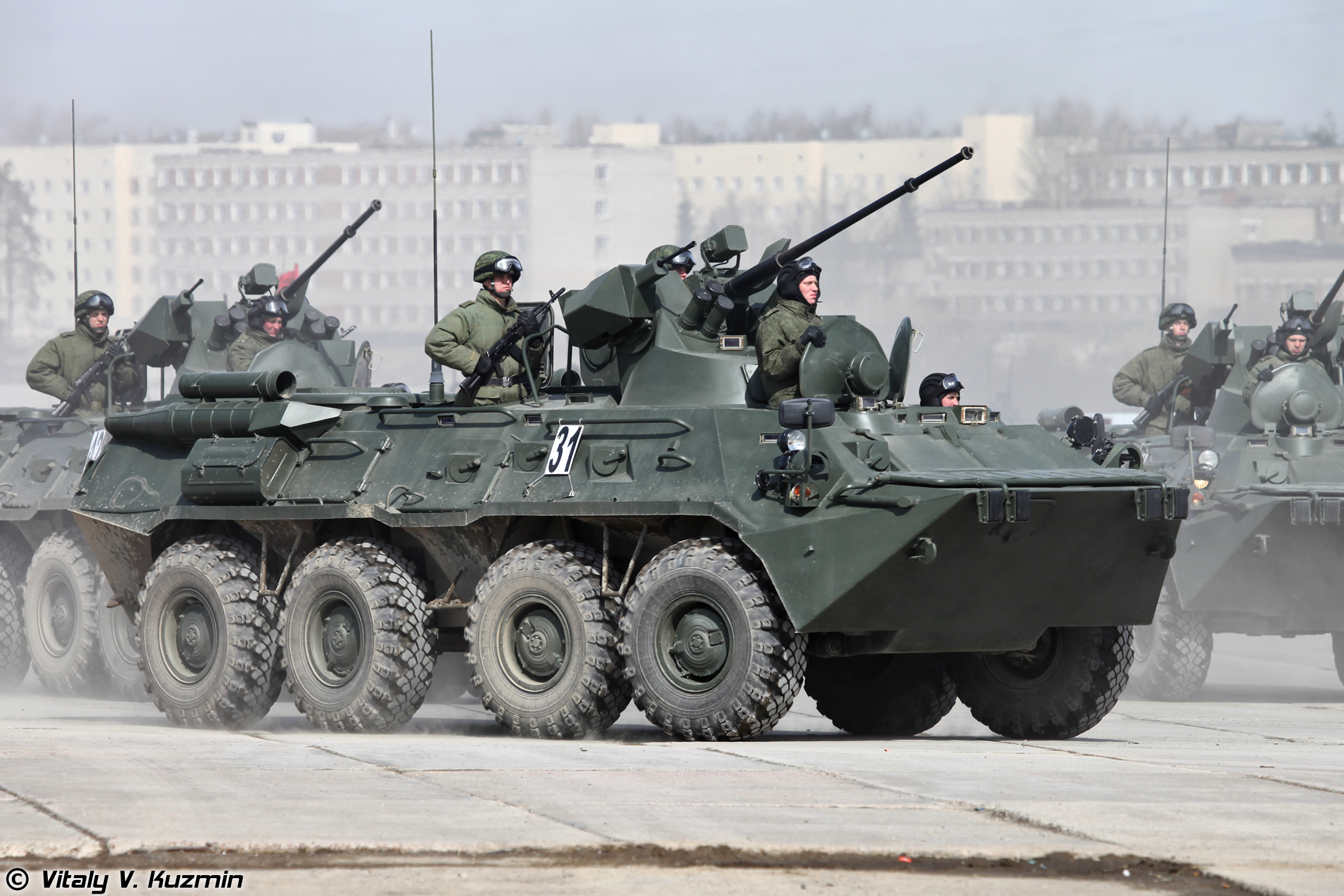
Бронетранспортери БТР-82А зі складу бригади

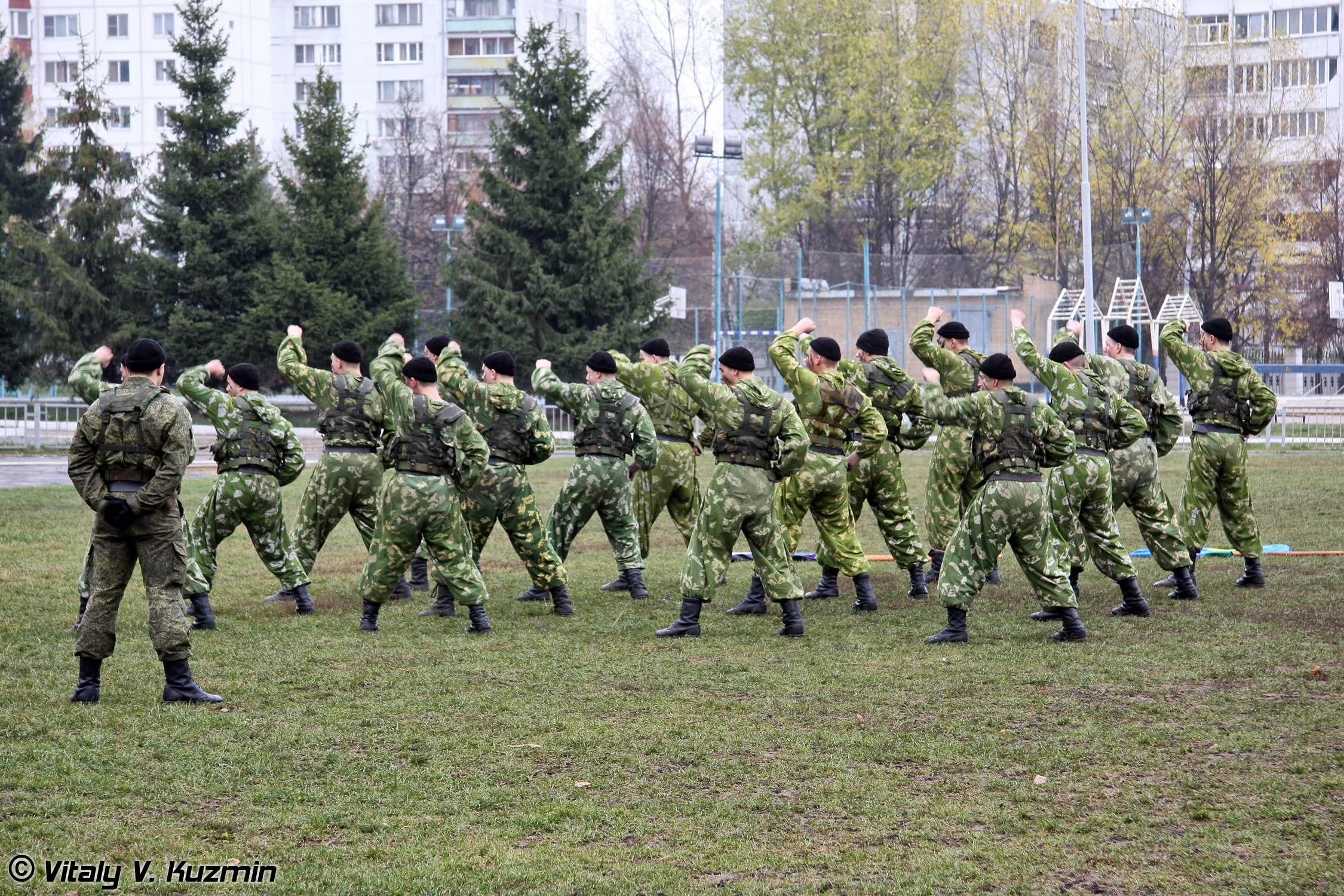
Показовий виступ розвідроти 27-ї бригади

Частини бригади дислокуються в селищі Мосрентген Новомосковського адміністративного округу Москви.
До складу бригади входять:
- Управління
- 1-й мотострілецький батальйон
- 2-й мотострілецький батальйон
- 3-й мотострілецький батальйон
- Танковий батальйон
- Гаубичний самохідно-артилерійський дивізіон
- Зенітний ракетно-артилерійський дивізіон
- Розвідувальна рота
- Стрілецька рота (снайперів)
- Батальйон управління (зв'язку)
- Батальйон матеріального забезпечення
- Ремонтно-відновлювальна рота
- Інженерно-саперна рота
- Комендантська рота
- Рота РХБЗ
- Медична рота
- Батарея управління та артилерійської розвідки (начальника артилерії)
- Взвод управління і радіолокаційної розвідки (начальника протиповітряної оборони)
- Взвод управління (начальника розвідувального відділення)
- Взвод інструкторів
- Взвод тренажерів
- полігон
- Оркестр

На озброєнні: 41 — Т-90А, 42 — БМП-3, 98 — БТР-82А, 27 — БТР-80А, 18 — 152 мм СГ 2С3 «Акація», 18 — 120-мм мінометів 2С12 «Сані», 4 — БРДМ-2, 6 — БМ 9А34 «Стріла-10», 6 — ЗСУ 2С6М «Тунгуска», 27 — ПЗРК 9К38 «Голка».

## Командування
- Єгоров Олександр Миколайович (червень 1990 — липень 1993)
- Денисов Олександр Миколайович (липень 1993 — лютий 1995)
- Генералів Сергій Леонідович (лютий 1995 — квітень 1997)
- Самолькін Олексій Миколайович (квітень 1997 — червень 1999)
- Бувальцев, Іван Олександрович (липень 1999 — липень 2001)
- Кужилін Олександр Володимирович (серпень 2001 — вересень 2003)
- Яшин Дмитро Олександрович (листопад 2003 — жовтень 2006)
- Чайко Олександр Юрійович (листопад 2006 — листопад 2007)
- Обухів Геннадій Юрійович (з грудня 2007)
- Аксьонов Дмитро Якович (з листопада 2014 року — по теперішній час)

## Герої Росії
- Гвардії підполковник Бєлов Володимир Олександрович (військовий лікар) наказом Президента РФ від 21 липня 1995 року за «порятунок життя поранених у боях солдатів і офіцерів, мужність і героїзм» підполковник медичної служби Володимир Бєлов,
- Гвардії лейтенант Соломатін Олександр Вікторович (посмертно) наказом Президента Російської Федерації від 21 лютого 2000 роки за особисту мужність і героїзм, проявлені при ліквідації бандформувань. Його ім'я присвоєно вулиці в селищі заводу Мосрентген і навічно внесено в список особового складу 6-ї роти 27-ї окремої мотострілецької бригади.

## Втрати
Із відкритих джерел відомо про деякі втрати бригади в ході російсько-української війни:
| п/п | Прізвище, ім'я, по-батькові                                           | Звання            | Дата народження | Дата смерті   |
| --- | --------------------------------------------------------------------- | ----------------- | --------------- | ------------- |
| 1.  | Нігматуллін Раміль Рустамович (рос. Нигматуллин Рамиль Рустамович)    | старший сержант   |                 | 27.02.2022    |
| 2.  | Аніскін Олександр Володимирович (рос. Анискин Александр Владимирович) | старший прапорщик | 07.01.1987      | 27.02.2022    |
| 3.  | Шляков Роман Денисович (рос. Шляков Роман Денисович)                  | рядовий           | 28.08.2000      | до 08.03.2022 |
| 4.  | Рахматов Кадиржан Камілович (рос. Рахматов Кадыржан Камилович)        | сержант           |                 | до 15.03.2022 |
| 5.  | Лебедєв Андрій Олексійович (рос. Лебедев Андрей Алексеевич)           | рядовий           | 2002            | 10.04.2022    |
| 6.  | Лєвкін Ігор Олександрович (рос. Левкин Игорь Александрович)           | сержант           | 09.05.1975      | 10.04.2022    |
| 7.  | Шодієв Дмитро (рос. Шодиев Дмитрий)                                   | сержант           |                 | до 22.04.2022 |
| 8.  | Степанов Сергій (рос. Степанов Сергей)                                | старший сержант   |                 | до 17.05.2022 |
| 9.  | Сайфулін Ільдар Ілдусович (рос. Сайфуллин Ильдар Илдусович)           | капітан           |                 | 01.07.2022    |
| 10. | Рютін Ілля (рос. Рютин Илья)                                          | старший сержант   | 1988            | 06.08.2022    |
| 11. | Гогольов Олексій Олексійович (рос. Гоголев Алексей Алексеевич)        | старшина          |                 | до 14.06.2022 |
| 12. | Ізмайлов Тимур (рос. Измайлов Тимур)                                  |                   | 29.07.1989      | 07.10.2022    |
| 12. | Черенцов Роман Олександрович (рос. Черенцов Роман Александрович)      | капітан           | 03.09.1979      | 26.08.2023    |
| 13. | Барило Володимир Миколайович (рос. Барило Владимир Николаевич)        | старший лейтенант | 07.05.1980      | 05.09.2023    |